# Unity, Maine
Unity är en kommun (town) i Waldo County i den amerikanska delstaten Maine med en yta av 108,3 km². Befolkningen år 2000 var 1 889 invånare.

## Kända personer från Unity
- Nathan A. Farwell, politiker